# بارش شهابی آلفا قنطورسی
بارش شهابی آلفا قنطورسی بارشی شهابی است که هرساله در اوایل فوریه رخ می‌دهد. این بارش در سال ۱۹۶۹ کشف شد.